# Leggett & Platt

Leggett & Platt (L&P) – amerykańskie przedsiębiorstwo meblowe, założone w 1883, z siedzibą w Carthage w stanie Missouri.
Spółka notowana jest na New York Stock Exchange, zatrudnia 19 000 pracowników.

## Prezesi
| Nazwisko                             | Okres         |
| ------------------------------------ | ------------- |
| J.P. Leggett i C.B. Platt, partnerzy | 1883-1901     |
| J.P. Leggett                         | 1901-1921     |
| C.B. Platt                           | 1921 -1929    |
| J.P. Leggett, Jr.                    | 1929-1933     |
| F.B. Williams                        | 1933-1938     |
| George S. Beimdiek, Sr.              | 1938-1953     |
| Harry M. Cornell, Sr.                | 1953-1960     |
| Harry M. Cornell, Jr.                | 1960-1999     |
| Felix E. Wright                      | 1999-2006     |
| David S. Haffner                     | 2006- obecnie |